# Carl Serung
Carl Greger Serung, ursprungligen Lundin, med Greger som tilltalsnamn, senare Carl Philip Decrosse, född 1 september 1958 i Uppsala församling, död 28 december 2022  i stadsdelen Eriksberg i Uppsala Helga Trefaldighets distrikt, var en svensk affärsman och pornograf. På 1980- och 1990-talen producerade han över 1 000 pornografiska filmer och styrde över flera stora sexklubbar. Han utpekades som en av parterna tillsammans med Mille Markovic i porrkriget i Stockholm på 1990-talet, där flera sprängattentat, skjutningar och hot om våld drabbade Stockholms sexklubbar.

## Biografi
Carl Serung, som växte upp i en medelklassfamilj i Täby, gick ut grundskolan med svaga betyg. Vid 16 års ålder inledde han sin karriär inom sexindustrin genom att i stor skala sälja pornografiska tidningar via postorder med annonsering i Aftonbladet och Expressen. Serung blev medlem i Svenska journalistförbundet den 1 mars 1994 genom att presentera inkorrekt underlag men uteslöts i november samma år; han behöll dock sitt presskort.

### Verksamhet inom nattklubbsbranschen
År 1982 infördes en ny svensk lag som förbjöd nakenhet och pornografiska skildringar i föreställningar på nattklubbar. Detta drabbade flera av de etablerade nattklubbarna och Serung såg då detta som en möjlighet att själv ge sig in i branschen. År 1984 öppnade han sin första porrklubb, Cats, på Sturegatan 19 i Stockholm. Kort därefter åtalades och dömdes Serung för "offentlig pornografisk föreställning" men återgick sedan snabbt till verksamheten. Denna gång rättade han sig efter den nya lagen och erbjöd ej föreställningar med helt avklädda dansare. Istället lät han dansarna vara helt avklädda mellan föreställningarna, då den nya lagen endast omfattade föreställningar. Detta ökade nattklubbens popularitet och tillät Serung att expandera.

### Verksamhet inom porrfilmsbranschen
Serung kom att producera över 1000 pornografiska filmer, bland annat serien Svenska sexgalningar 1984–1994, och medverkade själv i flera av dessa, oftast under artistnamnet Carlos. Serung uppmärksammades stort av media under första hälften av 1990-talet då hans filmer ansågs ha stötande och kvinnoförnedrande innehåll, där kvinnorna, några 16 år gamla, förutom explicita sexscener blev nedsmetade med urin och avföring. Han blev flera gånger polisanmäld för sexuellt utnyttjande av sina kvinnliga medarbetare, och att han drogat dem eller druckit dem fulla i samband med kontraktsskrivning och filminspelningar. Samtliga utredningar lades ned i brist på bevis, där åklagaren menade att det inte gick att avgöra om de var onyktra eller om deras psykiska problem uppkommit före inspelningarna.
På grund av all negativ publicitet flyttade Carl Serung till Thailand. Tre av hans närmaste vänner – alla med generalfullmakt – tog över bolagen i januari 1995 då Serung befann sig i Thailand. Därefter blev männen hotade av torpeder, där männen hävdade att torpederna krävde att de skulle betala 10 miljoner kronor till Serung för klubbarna. Serung efterlystes för utpressning och olaga hot, men både han och torpederna friades. Samtidigt rapporterade tidningarna om ett porrkrig, där de menade att Carl Serung var ena parten som hotade och agerade mot nattklubbarna med skjutningar och sprängattentat, även när han befann sig utomlands.
Carl Serung jagades samtidigt även av kronofogden för avvikelser från 1980-talet, och höll sig därför utanför Sverige. Kriminalitet runt resterna av Carl Serungs tidigare verksamhet och misstankar runt nya verksamheter fortsatte in på 2000-talet. Misstankarna om skatteflykt preskriberades och Carl Serung flyttade sedermera tillbaks till Sverige. Han menade att han kommit överens med de gamla vännerna och fortsatte leva på intäkter från sexindustrin, som exklusiva swingersklubbar.
Den 11 januari 1999 utfärdade Interpol en internationell efterlysning av Carl Serung, som misstänktes för  grovt skattebrott.[källa behövs] I samband med detta flydde Serung från Sverige och bodde bland annat i Thailand och Spanien. Han bytte identitet och utseende för att undvika myndigheterna. Fem år senare upphörde efterlysningen att gälla, varefter Serung kunde återvända till Sverige. Han bytte senare namn till Philip Decrosse vid sin återflytt till Sverige.